# Dalibor Takáč
Dalibor Takáč (Košice, 11 ottobre 1997) è un calciatore slovacco, centrocampista dell'FC Košice.

## Carriera
Ha giocato nella prima divisione slovacca ed in quella polacca.

## Palmarès

### Club

#### Competizioni nazionali
- 2. Liga (Slovacchia): 1

VSS Košice: 2016-2017